# جی‌ام‌سی انووی
جی‌ام‌سی اِنوُی (GMC Envoy) خودرویی است که در سال‌های ۱۹۹۸ تا ۲۰۰۹در ایالات متحده آمریکا، اکلاهوما سیتی و ایالات متحده آمریکا تولید شده‌است. طراحی آن موتور جلو، توزیع نیروی پیشران و خودرو چهار چرخ محرک بوده‌است. سیستم جعبه‌دندهٔ آن ۴ دنده به صورت خودکار است.